# Neuroimaging funzionale

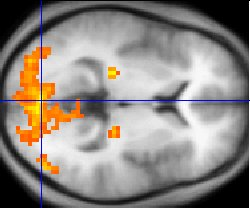
Immagine fMRI

Il neuroimaging funzionale (dall'inglese functional neuroimaging) è l'utilizzo di tecnologie di neuroimmagine in grado di misurare il metabolismo cerebrale, al fine di analizzare e studiare la relazione tra l'attività di determinate aree cerebrali e specifiche funzioni cerebrali.
È uno strumento di primaria importanza nelle neuroscienze cognitive e in neuropsicologia. Oltre alle classiche applicazioni di ricerca sperimentale sui processi neurocognitivi, le tecniche di neuroimaging funzionale stanno acquisendo una sempre maggiore importanza nella clinica e nella diagnostica neurologica, per lo studio delle alterazioni encefaliche in seguito a patologie traumatiche, oncologiche, vascolari e neurodegenerative.
La prima tecnica di neuroimaging è la ‘bilancia della circolazione umana’ inventata dal fisiologo italiano Angelo Mosso nel 1880. Questo strumento era capace di misurare in modo non invasivo la ridistribuzione del sangue durante l’attività emotiva e intellettuale.

## Metodi
I metodi utilizzati più comunemente includono la Tomografia ad emissione di positroni (PET), la Risonanza magnetica funzionale (fMRI), l'Elettroencefalogramma multicanale (EEG), la SPECT, la Magnetoencefalografia (MEG) e la spettroscopia funzionale nel vicino infrarosso (fNIRS).
PET, fMRI, fNIRS e SPECT misurano i cambiamenti nel flusso ematico locale, legato all'aumento di attività cellulare e quindi neuronale. Questi cambiamenti di flusso sono definiti come regioni di “attivazione”. Le aree del cervello che sono attivate quando il soggetto compie un determinato compito svolgono un ruolo chiave nella comprensione tra comportamento, emozioni, funzioni cognitive e substrato neuronale. Ad esempio una generale attivazione dei lobi occipitali è tipica di compiti nei quali è presente una stimolazione visiva, che riceve le afferenze dalla retina ed è il primo substrato per la percezione visiva.
La tecnica per osservare le aree attivate durante un particolare compito prevede una scansione multipla dell'attività cerebrale. Primariamente viene rilevata l'attività “a riposo”, cioè nel contesto sperimentale di ricerca ma senza il compito specifico. Successivamente viene rilevata l'attività durante il compito specifico. La differenza tra le due mappe permette di individuare le aree attivate specificatamente durante quel determinato compito.
MEG ed EEG registrano l'attività neuronale diretta sotto forma di radiazione elettromagnetica, invece le immagini PET, SPECT ed fMRI restituiscono immagini indirette dell'attività neuronale (ad esempio, nella SPECT attraverso lo studio del flusso ematico cerebrale).

## Scopi
Tradizionali studi di “attivazione” determinano una serie di aree di attività associate al compito specifico. Quindi si è in grado di comprendere meglio la funzione delle diverse strutture cerebrali, e soprattutto la loro interazione. A livello di ricerca, l'obiettivo principale dello studio delle funzioni cerebrali è la comprensione delle funzioni delle diverse aree e i collegamenti reciproci in un sistema integrato di reti neuronali. A livello clinico, lo studio funzionale è utile per la rilevazione, comprensione ed esecuzione di diagnosi differenziali in vari quadri patologici.
Le analisi delle connessioni funzionali permettono la caratterizzazione e definizione delle interazioni tra le varie regioni neurali durante specifiche tasks motorie o cognitive, o semplicemente dell'attività encefalica spontanea durante il riposo. fMRI e PET consentono di creare mappe di connettività funzionale o di differenti distribuzioni spaziali di regioni cerebrali la cui attivazione è temporalmente correlata, chiamate "network funzionali".
Un metodo diretto per misurare la connessione funzionale consiste nell'osservare come la stimolazione di una parte del cervello influenza l'attivazione di altre. Questo può essere effettuato in maniera non-invasiva su soggetti umani combinando la stimolazione magnetica transcranica con una procedura di neuroimaging come la PET, la fMRI o l'EEG.
Gli studi sperimentali di neuroimaging funzionale devono essere progettati con cura ed i loro risultati interpretati attentamente. Analisi statistiche (spesso basate su una tecnica chiamata "mappatura statistica parametrica") sono spesso necessarie per facilitare la distinzione delle diverse fonti di attivazione a livello encefalico. Questa differenziazione può essere particolarmente impegnativa quando si considerano processi che sono difficili da concettualizzare o non corrispondono a task facilmente definibili (ad esempio, gli atteggiamenti o la coscienza).
Il neuroimaging funzionale si basa su molte altre discipline oltre alle neuroscienze cognitive, comprese le scienze biologiche (come la neuroanatomia e la neurofisiologia), e campi come l'ingegneria del segnale, la fisica e la matematica, per sviluppare ulteriormente le tecnologie e le tecniche di analisi.